# Le Scorpion (archipel de Pointe-Géologie)
Le Scorpion est une île rocheuse de l'archipel de Pointe-Géologie (terre Adélie), situé en mer Dumont-d'Urville (océan Austral) au large du continent antarctique.

## Description
Cette île de 200 m de long pour 11 m de haut n'est située qu'à une trentaine de mètres au nord-est du Taureau, la plus importante des Sept-Îles. Avec le Bélier, le Cancer, le Capricorne, les Poissons, le Sagittaire et le Taureau, elle constitue le groupe des Sept-Îles,.